# El Mariel
El Mariel – drugi studyjny album amerykańskiego rapera, piosenkarza Pitbulla. Został wydany 31 października 2006 roku. Wersja hiszpańska ukazała się w tym samym dniu. Gościnnie występują Fat Joe, Lil Jon, Rick Ross czy Trick Daddy.
El Mariel zadebiutował na 17. miejscu notowania Billboard 200 sprzedając się w ilości 48.000 egzemplarzy w pierwszym tygodniu. Łącznie sprzedał się w ponad 189.000 kopiach.

## Lista utworów
1. "Intro" - 1:56 - Produced by Donavan Knowles
2. "Miami Shit" - 3:22 - Produced by Gorilla Tek
3. "Come See Me" - 3:07 - Produced by DJ Toomp
4. "Jealouso" - 4:03 - Produced by The Neptunes
5. "Qué Tú Sabes De Eso" (featuring Fat Joe & Sinful) - 4:03 - Produced by Oak, Andrew "Papa Justifi" Wansel
6. "Fademaster Skit" - 0:37
7. "Be Quiet" - 3:22 - Produced by Shakespeare
8. "Ay Chico (Lengua Afuera)" - 3:25 - Produced by Mr. Collipark
9. "Fuego" - 3:49 - Produced by Mr. Collipark
10. "Rock Bottom" (featuring Bun B & Cubo) - 4:31 - Produced by Taz
11. "Amanda Diva Skit" - 0:41
12. "Blood Is Thicker Than Water" (featuring Redd Eyezz) - 4:05 - Produced by Cip
13. "Jungle Fever" (featuring Wyclef Jean & Oobie) - 4:02 - Produced by DJ Rob-N & Gamboa
14. "Hey You Girl" - 3:46 - Produced by Jim Jonsin
15. "Raindrops" (featuring Anjuli Stars) - 4:15 - Produced by Diaz Brothers
16. "Voodoo" - 3:47 - Produced by Lil Jon
17. "Descarada (Dance)" (featuring Vybz Kartel) - 3:02 - Produced by Don "Vendetta" Bennett
18. "Dime (Remix)" (featuring Ken-Y) - 5:07 - Produced by Lil Jon
19. "Bojangles (Remix)" (featuring Lil Jon & Ying Yang Twins) - 4:29 - Produced by Lil Jon
20. "Born N Raised" (DJ Khaled featuring Pitbull, Trick Daddy, & Rick Ross) - 4:16 - Produced by The Runners
21. "Outro" - 1:10
22. "We Run This" (ITunes Bonus Track) Produced by Ervin EP Pope